# 妙見駅 (福岡県)
妙見駅（みょうけんえき）は、かつて福岡県小倉市大字足原にあった、日本国有鉄道（国鉄）日田線（現・日田彦山線）の貨物駅（廃駅）である。1960年（昭和35年）3月15日に廃駅となった。

## 歴史
- 1933年（昭和8年）10月23日：小倉鉄道により妙見停留場として開業[1]。旅客のみ取り扱い?
- 1943年（昭和18年）5月1日：小倉鉄道国有化[1]。同時に妙見駅に改称[1]。一般駅となる[1]。
- 1956年（昭和31年）11月19日：貨物駅となる[1]。
- 1960年（昭和35年）3月15日：廃止[1]。

## 隣の駅
日本国有鉄道
日田線（貨物支線）
石田駅 - 水町信号場 - 妙見駅 - 東小倉駅